# ده حسنعلی
ده حسنعلی، روستایی است از توابع بخش گلباف شهرستان کرمان در استان کرمان ایران.

## جمعیت
این روستا در دهستان کشیت  قرار داشته و براساس آخرین سرشماری مرکز آمار ایران که در سال ۱۳۸۵ صورت گرفته، جمعیت آن  ۸نفر (۴خانوار) بوده‌است.